# Кінгс-Парк (Нью-Йорк)
Кінгс-Парк (англ. Kings Park) — переписна місцевість (CDP) в США, в окрузі Саффолк штату Нью-Йорк. Населення — 17 085 осіб (2020).

## Географія
Кінгс-Парк розташований за координатами 40°53′13″ пн. ш. 73°14′45″ зх. д. / 40.88694° пн. ш. 73.24583° зх. д. (40.886865, -73.245725).  За даними Бюро перепису населення США в 2010 році переписна місцевість мала площу 17,07 км², з яких 16,06 км² — суходіл та 1,01 км² — водойми.

## Демографія
Згідно з переписом 2010 року, у переписній місцевості мешкали 17 282 особи в 6212 домогосподарствах у складі 4527 родин. Густота населення становила 1012 осіб/км².  Було 6469 помешкань (379/км²).
Расовий склад населення:
| - 94,1 % — білих - 2,4 % — азіатів - 1,1 % — чорних або афроамериканців - 0,1 % — корінних американців |

До двох чи більше рас належало 1,3 %. Частка іспаномовних становила 5,3 % від усіх жителів.
За віковим діапазоном населення розподілялося таким чином: 23,3 % — особи молодші 18 років, 59,5 % — особи у віці 18—64 років, 17,2 % — особи у віці 65 років та старші. Медіана віку мешканця становила 43,3 року. На 100 осіб жіночої статі у переписній місцевості припадало 93,7 чоловіків;  на 100 жінок у віці від 18 років та старших — 90,8 чоловіків також старших 18 років.
Середній дохід на одне домашнє господарство  становив 119 759 доларів США (медіана — 98 384), а середній дохід на одну сім'ю — 136 218 доларів (медіана — 115 329). Медіана доходів становила 85 824 долари для чоловіків та 52 611 долар для жінок. За межею бідності перебувало 5,3 % осіб, у тому числі 6,5 % дітей у віці до 18 років та 6,5 % осіб у віці 65 років та старших.
Цивільне працевлаштоване населення становило 8288 осіб. Основні галузі зайнятості: освіта, охорона здоров'я та соціальна допомога — 27,9 %, роздрібна торгівля — 11,9 %, науковці, спеціалісти, менеджери — 11,1 %.